# Relações exteriores da China

Países do mundo indicando a década do início de relações diplomáticas com a República Popular da China: 1949/1950 (vermelho escuro), 1960 (vermelho), 1970 (laranja), 1980 (bege) e 1990/2000 (amarelo). Países não reconhecidos por ou que não reconhecem a RPC estão em cinza.

As relações exteriores da China são desenhadas sobre tradições que remontam a China imperial da Dinastia Qing e das Guerras do Ópio, apesar da sociedade chinesa ter passado por muitas revoltas radicais nos últimos dois séculos e meio.
O objetivo da política externa chinesa é manter uma China forte, independente, poderosa e unida, e uma das grandes potências mundiais. O estabelecimento da política externa chinesa afirma que não há, na busca deste objetivo, nenhuma ambição hegemônica ou belicista.
A República Popular da China mantém a completude da soberania, então o governo de Pequim não permite qualquer estado com o qual tenha relações diplomáticas ter relações diplomáticas com Taiwan (República da China), Governo do Tibete no exílio ou grupos do Movimento Independentista do Turquestão Oriental (Xinjiang).

As relações diplomáticas da China.
China
Estados com relações com a China
Estados sem relações com a China
Territórios em disputa

Suas relações exteriores são a maneira como a República Popular da China interage com as demais nações e organizações estrangeiras. Como uma das grandes potências e uma superpotência emergente, a política externa da China é de extrema influência no cenário global. A China declara oficialmente que "procura uma política internacional e independente de paz" e define os alcances de seus esforços como sendo "a preservação da independência, soberania e integridade territorial, criando um desenvolvimento internacional favorável para a reforma do país e a construção da modernização, mantendo a paz mundial e o desenvolvimento comum". Um exemplo de decisão diplomática firmada nos termos "soberania e integridade territorial" é o não envolvimento diplomático com qualquer país que reconheça a República da China, não reconhecida como um Estado soberano por Pequim. A República Popular da China é membro de inúmeras organizações internacionais; detendo posições importantes como a Membresia permanente do Conselho de Segurança das Nações Unidas. Os objetivos da diplomacia chinesa eram expansionistas por defenderem uma revolução comunista mundial antes do fim da Revolução Cultural. Na década de 1970, a China assumiu a vaga de Taiwan através da Resolução 2758. Como uma potência nuclear, o país assinou o Tratado de Não Proliferação de Armas Nucleares no contexto das Nações Unidas. A política externa atual da China é marcada pelas alianças estratégicas com os países vizinhos e outras potências mundiais para o alcance de seus interesses nacionais, criando um desenvolvimento favorável à sociedade chinesa.

## Questões internacionais
A China faz fronteira com quatorze países (por terra) e 7 países (por mar). Somente a Rússia possui tantas nações limítrofes (14 fronteiras terrestres e 12 marítimas). Muitas disputas territoriais têm crescido e sido solucionadas, enquanto outras permanecem sem determinação. Recentemente, estas questões têm sido politizadas pelos Estados Unidos como parte de sua "política de contenção da China" e especialmente na Política externa de Barack Obama.

### Não reconhecimento
Os seguintes países não reconhecem a República Popular da China como um Estado legítimo e soberano. Pelo contrário, estes países reconhecem a República da China como o Estado representante do povo chinês.
| País           | Reconhecimento anterior | Período anterior ao Não reconhecimento |
| -------------- | ----------------------- | -------------------------------------- |
| Essuatíni      | Não                     | 1968                                   |
| Vaticano       | Não                     | 1950                                   |
| Ilhas Marshall | Sim                     | 1990 - 1998                            |
| Palau          | Não                     |                                        |
| Belize         | Não                     | 1987 - 1989                            |
| Guatemala      | Não                     | 1960                                   |
| Haiti          | Não                     | 1965                                   |
| Paraguai       | Não                     | 1957                                   |

### Disputas territoriais
As disputas territoriais com outros países incluem:
- As reivindicações oficiais da República da China ou Taiwan de ser reconhecida como o governo legítimo da "Grande China", com o governo de jure de toda a China continental e Mongólia Exterior, controlados pela República Popular da China e pela Mongólia. Por outro lado, Pequim reivindica o controle sobre a Ilha de Taiwan e os arquipélagos de Kinmen e Matsu.
- Dez localidades ao longo do rio Yalu estão em disputa com a Coreia do Norte.
- Disputa de fronteira com a Índia; a Índia reivindica o controle de Aksai Chin, perdida após a Guerra Sino-Indiana de 1962, enquanto a China reivindica grande parte do estado de Arunachal Pradesh.
- A China, assim como Taiwan, reivindica o controle sobre as Ilhas Senkaku, atualmente administradas pelo Japão.

As disputas territoriais citadas acima entre a República Popular da China e a República da China variam da questão de qual governo é o governo legítimo da China. Taiwan, que se auto-declara como o Estado sucessor da Dinastia Qing, não renunciou a nenhum dos territórios sob controle de outras nações (incluindo a Mongólia), mas não têm manifestado interesse em fortalecer sua posição. A RPC, que herdou as disputas, têm solucionado muitas delas através de acordos e tratados bilaterais com a Rússia e a própria Mongólia. A este respeito, as disputas territoriais na região podem ser consideradas como de Taiwan com os países vizinhos.
A Bloomberg News relata que estas disputas estariam minando as tentativas da China de desviar seus vizinhos da influência norte-americana. Devido à ausência de aliados naturais ou nações amigas, a China tendeu mais à sua força militar para solucionar tais disputas. A China têm marcado aumentos percentuais duplos em seu orçamento militar nos anos recentes, embora com o declínio de seu crescimento econômico de 1.4% para 1.3% entre 2006 e 2011. Em 2013, isto fez com que até mesmo as Filipinas convidasse de volta os investidores norte-americanos e japoneses.
Em maio de 2015, o Secretário de Defesa dos Estados Unidos Ashton Carter advertiu a China a suspender a construção de ilhas artificiais no Mar do Sul.

### Drogas ilícitas
A legislação chinesa sobre drogas é rígida e a sentença de morte para os narcotraficantes é comum. Muitos estrangeiros foram condenados à morte por tráfico de drogas pelas autoridades chinesas.
A China tornou-se um importante ponto de transbordo para a heroína produzida na região do Triângulo Dourado do Sudeste Asiático. O governo enfrenta também um aumento problemático no consumo de drogas pela população. A China é um país de origem dos precursores, apesar das novas regulamentações sobre a sua grande indústria química.

## Adesão a organizações internacionais

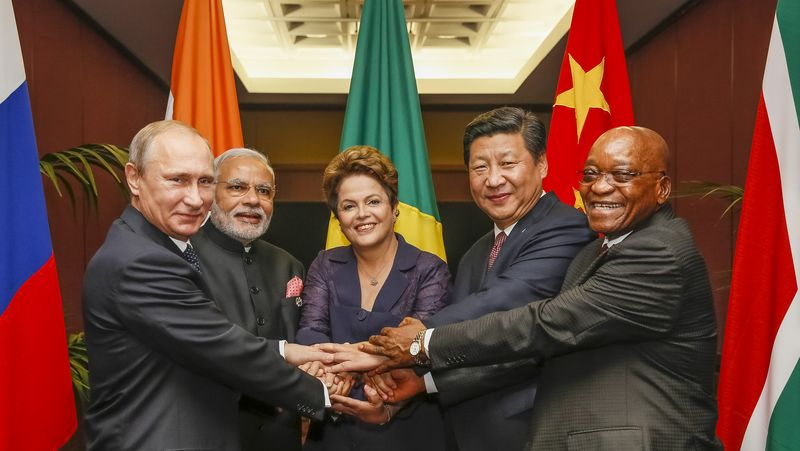
Líderes dos BRICS na 9ª Cúpula do G20 em Brisbane, Austrália, novembro de 2014.

Participação em organizações internacionais:
A República Popular da China possui membresia permanente, o que lhe garante o poder de veto, no Conselho de Segurança das Nações Unidas. Até o ano de 1971, a República da China (Taiwan) detinha a vaga, porém o governo chinês de Pequim obteve a remoção da ilha e assumiu sua vaga, com apoio da União Soviética e outras nações socialistas e do Reino Unido, França e algumas nações do Terceiro Mundo.
A República Popular da China é membro nas seguintes organizações:
- Organização das Nações Unidas (ONU)
- Assembleia Geral e Conselho de Segurança das Nações Unidas
- FAO
- ACNUR
- UNESCO
- Banco Africano de Desenvolvimento
- Banco Asiático de Desenvolvimento
- Associação de Nações do Sudeste Asiático (ASEAN)
- Banco de Desenvolvimento do Caribe
- Cooperação Econômica Ásia-Pacífico (APEC)
- Grupo dos 20 (G20)
- Grupo dos 77
- Agência Internacional de Energia Atômica (AIEA)
- Fundo Monetário Internacional (FMI)
- Comitê Olímpico Internacional (COI)
- Associação Latino-Americana de Integração (ALADI)
- Movimento Não Alinhado (MNA)
- Organização para a Proibição de Armas Químicas (OPAQ)
- Organização para Cooperação de Xangai
- Organização Mundial da Saúde (OMS)
- Organização Mundial do Turismo (OMT)
- Comitê Zangger

## Relações multilaterais

### África
Com a crescente influência da China no mundo moderno, Pequim intensificou seus esforços na África. O foco da China na África não é recente. Nos anos de 1960 e 1970, o interesse chinês estava centrado em construir uma ideologia solidária. Após a Guerra Fria, as relações chinesas envolvem mais interesses pragmáticos como comércio, investimentos e energia. O comércio sino-africano quadruplicou entre 2000 e 2006. A China é o terceiro maior parceiro comercial do continente africano, sendo superada apenas por Estados Unidos e França, e o segundo maior exportador de bens produzidos no continente. Isto está claramente à frente do antigo poder colonial britânico em ambas as categorias. A hesitação de algumas nações do Ocidente em envolver-se com países considerados pobres no campo de direitos humanos, como o Sudão, têm permitido à China uma oportunidade de cooperação econômica.
O estabelecimento de relações sino-africanas modernas remonta à década de 1950, quando a China assinou o primeiro tratado bilateral com Argélia, Egito, Guiné, Somália, Marrocos e Sudão. Zhou Enlai realizou uma visita de Estado pelo continente africana entre dezembro de 1963 e janeiro de 1964. Neste período, as relações refletiam mais a política exterior chinesa em geral: a China "começou a cultivar laços e oferecer suporte econômico, técnico e militar ao países africanos e aos movimentos separatistas encorajando guerras de independência e revoluções como parte de uma frente única internacional contra as super potências".
Diplomacia
No início, as relações bilaterais modernas foram afetadas principalmente pela Guerra Fria e a ideologia de Comunismo. A China originalmente fortaleceu suas ligações com o Congresso Nacional Africano, na África do Sul, porém como as relações sino-russas deterioraram-se, o governo chinês passou a apoiar o Congresso Pan-Africanista. A China adotou vários princípios, entre os quais apoiar movimentos de independência e simultaneamente investir em infraestrutura no continente. A República Democrática da Somália manteve, por muito tempo, relações positivas com a União Soviética durante a Guerra Fria. Quando a Somália decidiu pela criação da Grande Somália, recebeu apoio do governo soviético ao anexar a região de Ogaden, resultando na Guerra de Ogaden. Pouco tempo após, com a retirada do apoio soviético, o país aliou-se à China. Durante todo este período de Guerra Fria, poucas outras pequenas nações fecharam alianças com a China, como o Burundi sob o governo de Michel Micombero.
A situação política de Taiwan têm sido um ponto-chave para a República Popular da China. Em 1971, o apoio de nações africanas foi crucial para a entrada da RPC nas Nações Unidas, assumindo a vaga deixada por Taiwan. Contudo, enquanto muitas nações africanas como Argélia, Egito e Zâmbia tenderam seu apoio somente à política chinesa, outros como Essuatíni, Burkina Faso e São Tomé e Príncipe são mais voltados ao governo em Taipei. Buscando uma vaga permanente no Conselho de Segurança, a Nigéria, o maior país africano, recebe apoio da China enquanto o Egito é apoiado pelos Estados Unidos.
Desde 1997, cerca de 40 chefes de Estado africanos visitaram a China. O encontro ministerial, Fórum para a Cooperação China-África (FOCAC), realizado em Pequim em outubro de 2000 foi o primeiro diálogo multilateral entre a China e a África.

### Mundo árabe
As relações sino-árabes se estendem historicamente desde o Califado, com importantes rotas de comércio e boa relações diplomáticas. Seguinte à era do Imperialismo, as relações sino-árabes foram suspensas por séculos seguidos, até a independência de ambos nos séculos XIX e XX. Atualmente, as relações foram intensificadas e elevadas a um nível diferente, com o Fórum de Cooperação Sino-Árabe (SACF) apoiando a China e as nações da Liga Árabe a estabeleceram novas parcerias no campo econômico e cultural em uma era de crescente globalização.

### Américas

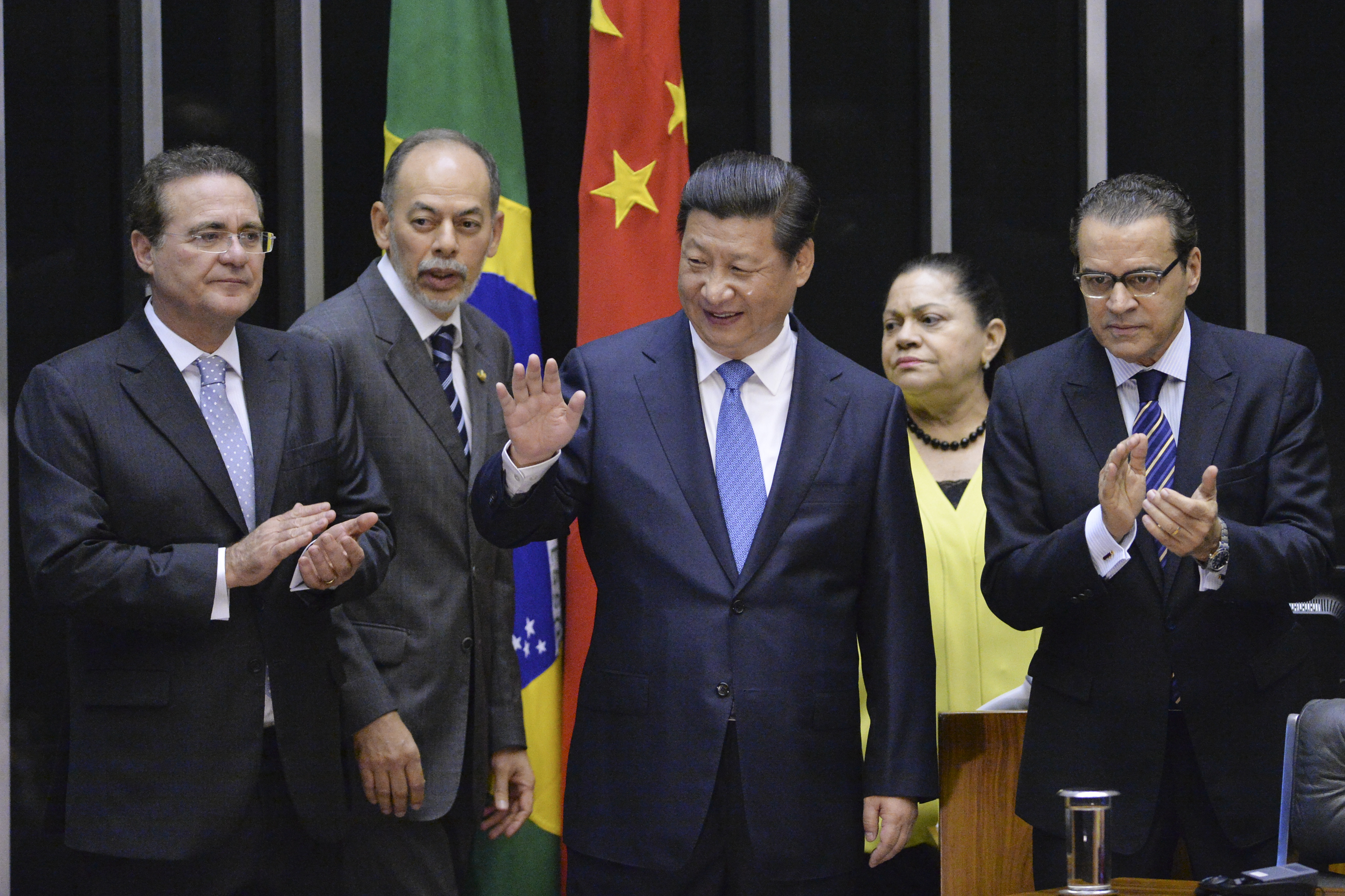
O Presidente da China Xi Jinping é recebido em sessão solene no Congresso Nacional, 2014.

Os anos recentes têm testemunhado o crescimento da influência econômica e política chinesa na América e no Caribe. Durante sua visita de Estado ao Brasil, Chile, Argentina e Cuba em 2004, Hu Jintao anunciou uma medida de investimento de 100 bilhões de dólares ao longo da década seguinte. Por exemplo, Cuba têm recorrido às empresas chinesas em detrimento das americanas para modernizar seu sistema de transporte - um investimento de mais de 1 bilhão de dólares, perseguindo a tendência de favorecer o regime socialista dos dois países. Desde 2005, a China é o segundo maior parceiro comercial de Cuba, atrás somente da Venezuela. Além disso, Pequim busca ampliar seus contatos militares na região.
Em 2004, a China aderiu à Organização dos Estados Americanos como membro-observador. Em 2008, a China aderiu ao Banco Interamericano de Desenvolvimento como financiador. E desde então, têm sido convidado recorrente do Grupo do Rio, Comunidade Andina e da Comunidade do Caribe.